# Sergio Asenjo
Sergio Asenjo Andrés (ur. 28 czerwca 1989 w Palencii) – hiszpański piłkarz, występujący na pozycji bramkarza w hiszpańskim klubie Real Valladolid.

## Kariera klubowa
Sergio Asenjo karierę zaczynał w juniorskiej drużynie Realu Valladolid, gdzie był jednym z najbardziej utalentowanych zawodników.
Sezon 2007/08 rozpoczynał w grających w Segunda División B rezerwach Realu, jednak po słabych występach Ludovica Butelle'a i doświadczonego Alberto wskoczył między słupki pierwszego zespołu. Debiut w La Liga miał niezwykle udany, gdyż zachował czyste konto w wygranym 2:0 spotkaniu z Valencią. Po tym meczu zadomowił się na stałe w pierwszym składzie, stając się najmłodszym bramkarzem w trwającym sezonie La Liga. Całkiem niedawno podpisał pierwszy profesjonalny kontrakt przedłużając o 3 lata swój kontrakt juniorski. Coraz częściej słyszy się o zainteresowaniu jego kartą silnych klubów europejskich, między innymi Manchesteru United.
8 lipca 2009 Atlético Madryt doszło do porozumienia z Realem Valladolid w sprawie transferu Sergia Asenjo. Bramkarz oficjalnie został zawodnikiem Atlético. Kwota transferu wyniosła około pięciu milionów euro. 22 grudnia 2010 roku Atlético wypożyczyło Sergia Asenjo do czerwca do innego klubu Primera División – Malagi. Dołączył on między innymi do Júlia Baptisty czy Martína Demichelisa.
Latem 2013 roku został wypożyczony na sezon 2013/2014 do Villarrealu.

## Kariera międzynarodowa
W 2006 roku wraz z reprezentacją Hiszpanii do lat siedemnastu zdobył srebrny medal mistrzostw świata. Był wówczas podstawowym bramkarzem drużyny w każdym ze spotkań tej imprezy.
Dostał również powołanie na MŚ do lat 19. W fazie grupowej był jednak tylko rezerwowym, w meczu półfinałowym przeciw Francji zmienił kontuzjowanego partnera, Antonia Adána z Realu Madryt. Mecz zakończył się rezultatem 0:0, a dzięki dwóm obronionym rzutom karnym, Hiszpania awansowała do finału, gdzie 1:0 pokonała Grecję.
W dorosłej reprezentacji zadebiutował 29 maja 2016 w wygranym 3:1 meczu z Bośnią i Hercegowiną.